# Kyren
Kyren (russisch Кыре́н; burjatisch Хэрэн, Cheren) ist ein Dorf (selo) in der Republik Burjatien (Russland) mit 5406 Einwohnern (Stand 14. Oktober 2010).

## Geographie
Der Ort liegt etwa 380 km Luftlinie westlich der Republikhauptstadt Ulan-Ude im Tunkabecken, das sich südwestlich des Baikalsees zwischen dem südöstlichen Teil des Ostsajan, Tunkinskije Golzy genannt, und den westlichen Ausläufern des Chamar-Daban-Gebirges erstreckt. Die Tunkinskije Golzy steigen gut 20 km nördlich von Kyren steil auf fast 3300 m an, während knapp 40 km südwestlich der Gipfel des Baischint-Ula im Bergzug zwischen Sajan und Chamar-Daban entlang der mongolischen Grenze 2995 m erreicht. Große Teile beider Gebirge werden vom Tunka-Nationalpark eingenommen, dessen Verwaltung sich in Kyren befindet. Der Ort liegt am rechten Ufer des Angara-Nebenflusses Irkut, in den dort von rechts das Flüsschen Kyren mündet.
Kyren ist Verwaltungssitz des Rajons Tunkinski sowie Sitz und einzige Ortschaft der Landgemeinde Kyrenskoje selskoje posselenije.

## Geschichte
Das Dorf ist seit Anfang des 19. Jahrhunderts bekannt, als dort 1806 ein buddhistisches Kloster (Dazan) errichtet wurde, das sich zum religiösen Zentrum dieses Teil Burjatiens entwickelte. Seit 1923 ist Kyren Verwaltungssitz eines Rajons. Von 1975 bis 1990 besaß es den Status einer Siedlung städtischen Typs.
Der in der sowjetischen Periode 1935 geschlossene Dazan wurde ab 1991 wiederhergestellt.

### Bevölkerungsentwicklung
| Jahr | Einwohner |
| ---- | --------- |
| 1939 | 2172      |
| 1959 | 3731      |
| 1970 | 5526      |
| 1979 | 6141      |
| 1989 | 6128      |
| 2002 | 5433      |
| 2010 | 5406      |

Anmerkung: Volkszählungsdaten

## Verkehr
Kyren liegt an der Fernstraße A333 (früher A164), die gut 100 km östlich bei Kultuk unweit von Sljudjanka am Baikalsee von der M55 Irkutsk–Tschita abzweigt und von Kyren in westlicher Richtung knapp 100 km weiter nach Mondy führt, wo sich ein Grenzübergang über den 1829 m hohen Mungijn-Daba-Pass in den mongolischen Chöwsgöl-Aimag befindet. Die nächstgelegene Bahnstation ist Sljudjanka an der Transsibirischen Eisenbahn.
Kyren besitzt einen kleinen Regionalflughafen (ICAO-Code UIIN).